# Coppa del mondo per club FIFA 2025
La Coppa del mondo per club FIFA 2025 è stata la 21ª edizione di questo torneo di calcio per squadre maschili di club organizzato dalla FIFA, e si è giocata negli Stati Uniti dal 14 giugno al 13 luglio 2025. Questa edizione è stata la prima con il nuovo formato a 32 squadre, includendo i campioni in carica delle principali competizioni confederali dei quattro anni precedenti.
L'allargamento del torneo era stato annunciato nel marzo 2019 e la prima edizione con il nuovo formato a 24 squadre avrebbe dovuto svolgersi nel 2021 in Cina, prima di essere cancellata a causa della pandemia di COVID-19. La FIFA ha approvato i criteri di distribuzione degli slot a ciascuna confederazione nel febbraio 2023 e ha annunciato l'assegnazione del torneo agli Stati Uniti quattro mesi più tardi. Contestualmente all'allargamento della competizione, è stata creata la Coppa Intercontinentale FIFA, un torneo a cadenza annuale con i sei campioni in carica delle principali competizioni confederali.
La decisione della FIFA di aumentare il numero delle partecipanti a 32 squadre è stata criticata dalla FIFPro e dal World Leagues Forum per via dell'impatto che potrebbe avere sulla salute dei calciatori e sulla compressione del calendario internazionale.
Il torneo è stato vinto dagli inglesi del Chelsea, vincitori della UEFA Champions League 2020-2021, dopo aver sconfitto in finale i francesi del Paris Saint-Germain con il punteggio di 3-0. Per i londinesi è stato il secondo successo nella competizione.

## Assegnazione dei posti
Il 14 febbraio 2023 il Consiglio della FIFA ha approvato l'assegnazione dei posti per l'edizione del 2025 sulla base di una serie di criteri oggettivi. La UEFA si è aggiudicata il numero maggiore di posti, con dodici, mentre la CONMEBOL è la seconda con più posti, sei. L'AFC, la CAF e la CONCACAF hanno quattro posti ciascuna, mentre l'OFC e la Federazione del Paese ospitante hanno un posto a testa. Il 14 marzo 2023 il Consiglio della FIFA ha approvato i principi chiave di accesso alla lista di partecipanti del torneo. I principi seguiti sono stati i seguenti, considerando il periodo di quattro anni dal 2021 al 2024:
- CONMEBOL e UEFA (più di quattro posti): accesso per le vincitrici della principale competizione per club confederale nel periodo 2021-2024, con le squadre aggiuntive determinate da un ranking per club basato sullo stesso periodo di quattro anni.
- AFC, CAF e CONCACAF (quattro posti ciascuna): accesso per le vincitrici della principale competizione per club confederale nel periodo 2021-2024.[11]
- OFC (un posto): accesso per il club con il ranking più alto tra le vincitrici della principale competizione per club confederale nel periodo 2021-2024.[12]
- Federazione del Paese ospitante (un posto): accesso per un club della Major League Soccer.[13]

Nei casi in cui un club ha vinto una o più edizioni della principale competizione per club confederale durante il periodo 2021-2024, le squadre aggiuntive sono state determinate da un ranking quadriennale. Alla lista di partecipanti è stato applicato un limite massimo di due club per Federazione. I meccanismi di calcolo del ranking per club di ogni confederazione sono stati basati su criteri sportivi nelle stagioni completate durante il periodo 2021-2024 e sono stati finalizzati dopo consultazioni tra le confederazioni e le parti interessate.
Per le confederazioni diverse dalla UEFA, il sistema di ranking utilizzato è stato il seguente:
- 3 punti per ogni vittoria;
- 1 punto per ogni pareggio;
- 3 punti per ogni passaggio del turno a una fase successiva della competizione.

Nel caso della UEFA, vista l'esistenza del ranking UEFA, è stato deciso in via eccezionale di utilizzare il suddetto ranking per classificare le squadre europee (anche se il ranking adottato considera il quadriennio e non il quinquennio precedente e fa riferimento ai soli risultati ottenuti in UEFA Champions League).

## Squadre partecipanti
| Squadra             | Confederazione        | Qualificazione                                                           | Data qualificazione | Partecipazioni (edizioni precedenti con vittorie in grassetto)         |
| ------------------- | --------------------- | ------------------------------------------------------------------------ | ------------------- | ---------------------------------------------------------------------- |
| Al-Hilal            | AFC                   | Campione AFC Champions League 2021                                       | 14 marzo 2023       | 4ª (2019, 2021, 2022)                                                  |
| Urawa Reds          | AFC                   | Campione AFC Champions League 2022                                       | 6 maggio 2023       | 4ª (2007, 2017, 2023)                                                  |
| Al-Ain              | AFC                   | Campione AFC Champions League 2023-2024                                  | 25 maggio 2024      | 2ª (2018)                                                              |
| Ulsan HD            | AFC                   | 1ª classificata eleggibile nel ranking AFC                               | 17 aprile 2024      | 3ª (2012, 2020)                                                        |
| Al-Ahly             | CAF                   | Campione 2020-2021, 2022-2023 e 2023-2024 della CAF Champions League     | 14 marzo 2023       | 10ª (2005, 2006, 2008, 2012, 2013, 2020, 2021, 2022, 2023)             |
| Wydad Casablanca    | CAF                   | Campione CAF Champions League 2021-2022                                  | 14 marzo 2023       | 3ª (2017, 2022)                                                        |
| Espérance           | CAF                   | 1ª classificata eleggibile nel ranking CAF                               | 26 aprile 2024      | 4ª (2011, 2018, 2019)                                                  |
| M. Sundowns         | CAF                   | 2ª classificata eleggibile nel ranking CAF                               | 26 aprile 2024      | 2ª (2016)                                                              |
| Monterrey           | CONCACAF              | Campione CONCACAF Champions League 2021                                  | 14 marzo 2023       | 6ª (2011, 2012, 2013, 2019, 2021)                                      |
| Seattle Sounders    | CONCACAF              | Campione CONCACAF Champions League 2022                                  | 14 marzo 2023       | 2ª (2022)                                                              |
| Los Angeles FC      | CONCACAF              | Vincitore dello Spareggio                                                | 31 maggio 2025      | 1ª                                                                     |
| Pachuca             | CONCACAF              | Campione CONCACAF Champions Cup 2024                                     | 1º giugno 2024      | 5ª (2007, 2008, 2010, 2017)                                            |
| Palmeiras           | CONMEBOL              | Campione Coppa Libertadores 2021                                         | 14 marzo 2023       | 3ª (2020, 2021)                                                        |
| Flamengo            | CONMEBOL              | Campione Coppa Libertadores 2022                                         | 14 marzo 2023       | 3ª (2019, 2022)                                                        |
| Fluminense          | CONMEBOL              | Campione Coppa Libertadores 2023                                         | 4 novembre 2023     | 2ª (2023)                                                              |
| Botafogo            | CONMEBOL              | Campione Coppa Libertadores 2024                                         | 30 novembre 2024    | 1ª                                                                     |
| River Plate         | CONMEBOL              | 1ª classificata eleggibile nel ranking CONMEBOL                          | 14 maggio 2024      | 3ª (2015, 2018)                                                        |
| Boca Juniors        | CONMEBOL              | 2ª classificata eleggibile nel ranking CONMEBOL                          | 22 agosto 2024      | 2ª (2007)                                                              |
| Auckland City       | OFC                   | 1ª classificata nel ranking OFC tra i campioni dell'OFC Champions League | 17 dicembre 2023    | 12ª (2006, 2009, 2011, 2012, 2013, 2014, 2015, 2016, 2017, 2022, 2023) |
| Chelsea             | UEFA                  | Campione UEFA Champions League 2020-2021                                 | 14 marzo 2023       | 3ª (2012, 2021)                                                        |
| Real Madrid         | UEFA                  | Campione 2021-2022 e 2023-2024 della UEFA Champions League               | 14 marzo 2023       | 7ª (2000, 2014, 2016, 2017, 2018, 2022)                                |
| Manchester City     | UEFA                  | Campione UEFA Champions League 2022-2023                                 | 10 giugno 2023      | 2ª (2023)                                                              |
| Bayern Monaco       | UEFA                  | 1ª classificata eleggibile nel ranking UEFA                              | 17 dicembre 2023    | 3ª (2013, 2020)                                                        |
| Paris Saint-Germain | UEFA                  | 2ª classificata eleggibile nel ranking UEFA                              | 17 dicembre 2023    | 1ª                                                                     |
| Inter               | UEFA                  | 3ª classificata eleggibile nel ranking UEFA                              | 17 dicembre 2023    | 2ª (2010)                                                              |
| Porto               | UEFA                  | 4ª classificata eleggibile nel ranking UEFA                              | 17 dicembre 2023    | 1ª                                                                     |
| Benfica             | UEFA                  | 5ª classificata eleggibile nel ranking UEFA                              | 17 dicembre 2023    | 1ª                                                                     |
| Borussia Dortmund   | UEFA                  | 6ª classificata eleggibile nel ranking UEFA                              | 6 marzo 2024        | 1ª                                                                     |
| Juventus            | UEFA                  | 7ª classificata eleggibile nel ranking UEFA                              | 12 marzo 2024       | 1ª                                                                     |
| Atlético Madrid     | UEFA                  | 8ª classificata eleggibile nel ranking UEFA                              | 16 aprile 2024      | 1ª                                                                     |
| Salisburgo          | UEFA                  | 9ª classificata eleggibile nel ranking UEFA                              | 17 aprile 2024      | 1ª                                                                     |
| Inter Miami         | Federazione ospitante | Campione MLS Supporters' Shield 2024                                     | 19 ottobre 2024     | 1ª                                                                     |

## Sorteggio

### Procedura e fasce
Il sorteggio si è tenuto il 5 dicembre 2024 a Miami. La FIFA ha annunciato la procedura di sorteggio e le relative fasce due giorni prima del sorteggio stesso, tenendo conto il più possibile di fattori sportivi e geografici.
La FIFA ha stilato le seguenti fasce di sorteggio, con le squadre all'interno di ciascuna confederazione, ordinate in base ad un sistema di ranking deciso dalla FIFA:
- Fascia 1: le quattro squadre UEFA e CONMEBOL con il ranking più alto;
- Fascia 2: le restanti otto squadre UEFA;
- Fascia 3: le due squadre AFC, CAF e CONCACAF con il ranking più alto e le restanti due squadre CONMEBOL;
- Fascia 4: le restanti squadre AFC, CAF, CONCACAF e OFC e la rappresentante del Paese ospitante.

Nel sorteggio, le squadre della stessa confederazione non possono essere sorteggiate nello stesso girone, ad eccezione delle squadre UEFA, rispetto alle quali ce ne saranno almeno una e non più di due in ogni girone. Inoltre, non possono essere sorteggiate nello stesso girone due squadre UEFA della stessa Federazione nazionale.
Per preservare l'equilibrio della competizione, sono stati stabiliti due percorsi separati di quattro gironi per la fase a eliminazione diretta. I percorsi sono formati come segue:
- Percorso 1: vincitori dei gruppi A, C, E e G, abbinati ai secondi classificati dei gruppi B, D, F e H;
- Percorso 2: vincitori dei gruppi B, D, F e H, abbinati ai secondi classificati dei gruppi A, C, E e G.

Considerati questi percorsi, le squadre UEFA e CONMEBOL avranno i seguenti vincoli nel sorteggio:
- le squadre UEFA con il ranking 1–2 e le squadre CONMEBOL con il ranking 1–2 saranno assegnate a percorsi separati, e non potranno incontrarsi fino alle semifinali qualora dovessero vincere i loro gruppi;
- le squadre UEFA con il ranking 3–4 e le squadre CONMEBOL con il ranking 3–4 saranno assegnate a percorsi separati, e non potranno incontrarsi fino alle semifinali qualora dovessero vincere i loro gruppi;
- le squadre UEFA con il ranking 1–4 saranno sorteggiate in gironi che impediranno loro di incontrarsi fino alle semifinali qualora dovessero vincere i loro gruppi;
- le squadre CONMEBOL con il ranking 1–4 saranno sorteggiate in gironi che impediranno loro di incontrarsi fino alle semifinali qualora vincessero i loro gruppi;
- le squadre UEFA con il ranking 5–8 saranno sorteggiate in gironi con le squadre CONMEBOL con il ranking 1–4;
- le squadre UEFA con il ranking 9–12 saranno sorteggiate in gironi con le squadre UEFA con il ranking 1–4.

In quanto squadre del Paese ospitante e per motivi di calendario, l'Inter Miami e il Seattle Sounders saranno sorteggiate rispettivamente nella posizione 4 dei gruppi A e B. Di conseguenza, le squadre sorteggiate nei gruppi A e B saranno assegnate alla posizione corrispondente alla loro fascia di sorteggio.
Il sorteggio inizierà con la fascia 1 e terminerà con la fascia 4, con ogni squadra selezionata e quindi assegnata al primo gruppo disponibile in ordine alfabetico, in base ai vincoli del sorteggio. Per i gruppi da C a H, la posizione per la squadra all'interno del gruppo sarà quindi sorteggiata (ai fini del calendario delle partite), con le squadre della fascia 1 automaticamente sorteggiate nella posizione 1 di ciascun gruppo.
Le fasce di sorteggio sono le seguenti:
| Squadra             | Confed.  | Pt  |
| ------------------- | -------- | --- |
| Manchester City     | UEFA     | 123 |
| Real Madrid         | UEFA     | 119 |
| Bayern Monaco       | UEFA     | 108 |
| Paris Saint-Germain | UEFA     | 85  |
| Flamengo            | CONMEBOL | 141 |
| Palmeiras           | CONMEBOL | 140 |
| River Plate         | CONMEBOL | 103 |
| Fluminense          | CONMEBOL | 97  |

| Squadra           | Confed. | Pt |
| ----------------- | ------- | -- |
| Chelsea           | UEFA    | 79 |
| Borussia Dortmund | UEFA    | 79 |
| Inter             | UEFA    | 76 |
| Porto             | UEFA    | 68 |
| Atlético Madrid   | UEFA    | 67 |
| Benfica           | UEFA    | 52 |
| Juventus          | UEFA    | 47 |
| Salisburgo        | UEFA    | 40 |

| Squadra          | Confed.  | Pt  |
| ---------------- | -------- | --- |
| Al-Hilal         | AFC      | 118 |
| Ulsan HD         | AFC      | 81  |
| Al-Ahly          | CAF      | 140 |
| Wydad Casablanca | CAF      | 108 |
| Monterrey        | CONCACAF | 52  |
| León             | CONCACAF | 47  |
| Boca Juniors     | CONMEBOL | 71  |
| Botafogo         | CONMEBOL | 37  |

| Squadra          | Confed.        | Pt   |
| ---------------- | -------------- | ---- |
| Urawa Reds       | AFC            | 49   |
| Al-Ain           | AFC            | 43   |
| Espérance        | CAF            | 100  |
| M. Sundowns      | CAF            | 98   |
| Pachuca          | CONCACAF       | 34   |
| Seattle Sounders | CONCACAF       | 28   |
| Auckland City    | OFC            | 66   |
| Inter Miami      | Fed. ospitante | N.D. |

### Gruppi
| Pos | Squadra     |
| --- | ----------- |
| A1  | Palmeiras   |
| A2  | Porto       |
| A3  | Al-Ahly     |
| A4  | Inter Miami |

| Pos | Squadra             |
| --- | ------------------- |
| B1  | Paris Saint-Germain |
| B2  | Atlético Madrid     |
| B3  | Botafogo            |
| B4  | Seattle Sounders    |

| Pos | Squadra       |
| --- | ------------- |
| C1  | Bayern Monaco |
| C2  | Auckland City |
| C3  | Boca Juniors  |
| C4  | Benfica       |

| Pos | Squadra        |
| --- | -------------- |
| D1  | Flamengo       |
| D2  | Espérance      |
| D3  | Chelsea        |
| D4  | Los Angeles FC |

| Pos | Squadra     |
| --- | ----------- |
| E1  | River Plate |
| E2  | Urawa Reds  |
| E3  | Monterrey   |
| E4  | Inter       |

| Pos | Squadra           |
| --- | ----------------- |
| F1  | Fluminense        |
| F2  | Borussia Dortmund |
| F3  | Ulsan HD          |
| F4  | M. Sundowns       |

| Pos | Squadra          |
| --- | ---------------- |
| G1  | Manchester City  |
| G2  | Wydad Casablanca |
| G3  | Al-Ain           |
| G4  | Juventus         |

| Pos | Squadra     |
| --- | ----------- |
| H1  | Real Madrid |
| H2  | Al-Hilal    |
| H3  | Pachuca     |
| H4  | Salisburgo  |

## Stadi
Il 28 settembre 2024 sono stati annunciati i 12 stadi sede del torneo. La partita inaugurale è stata ospitata il 14 giugno 2025 all'Hard Rock Stadium di Miami, mentre la finale si è svolta il 13 luglio 2025 al MetLife Stadium di New York.
| Los Angeles New York Charlotte Cincinnati Washington Atlanta Filadelfia Orlando Nashville Seattle MiamiCoppa del mondo per club FIFA 2025 (Stati Uniti d'America) | Los Angeles New York Charlotte Cincinnati Washington Atlanta Filadelfia Orlando Nashville Seattle MiamiCoppa del mondo per club FIFA 2025 (Stati Uniti d'America) | Los Angeles                                | New York/New Jersey                           | Nashville        |
| --- | --- | ------------------------------------------ | --------------------------------------------- | ---------------- |
| Los Angeles New York Charlotte Cincinnati Washington Atlanta Filadelfia Orlando Nashville Seattle MiamiCoppa del mondo per club FIFA 2025 (Stati Uniti d'America) | Los Angeles New York Charlotte Cincinnati Washington Atlanta Filadelfia Orlando Nashville Seattle MiamiCoppa del mondo per club FIFA 2025 (Stati Uniti d'America) | Rose Bowl (Pasadena, California)           | MetLife Stadium (East Rutherford, New Jersey) | Geodis Park      |
| Los Angeles New York Charlotte Cincinnati Washington Atlanta Filadelfia Orlando Nashville Seattle MiamiCoppa del mondo per club FIFA 2025 (Stati Uniti d'America) | Los Angeles New York Charlotte Cincinnati Washington Atlanta Filadelfia Orlando Nashville Seattle MiamiCoppa del mondo per club FIFA 2025 (Stati Uniti d'America) | Capienza: 88 500                           | Capienza: 82 500                              | Capienza: 30 000 |
| Los Angeles New York Charlotte Cincinnati Washington Atlanta Filadelfia Orlando Nashville Seattle MiamiCoppa del mondo per club FIFA 2025 (Stati Uniti d'America) | Los Angeles New York Charlotte Cincinnati Washington Atlanta Filadelfia Orlando Nashville Seattle MiamiCoppa del mondo per club FIFA 2025 (Stati Uniti d'America) |                                            |                                               |                  |
| Charlotte | Atlanta | Filadelfia                                 | Seattle                                       | Cincinnati       |
| Bank of America Stadium | Mercedes-Benz Stadium | Lincoln Financial Field                    | Lumen Field                                   | TQL Stadium      |
| Capienza: 75 000 | Capienza: 75 000 | Capienza: 69 000                           | Capienza: 69 000                              | Capienza: 26 000 |
| | |                                            |                                               |                  |
| Orlando | Orlando | Miami                                      | Washington                                    |                  |
| Camping World Stadium | Inter&Co Stadium | Hard Rock Stadium (Miami Gardens, Florida) | Audi Field                                    |                  |
| Capienza: 65 000 | Capienza: 25 000 | Capienza: 65 000                           | Capienza: 20 000                              |                  |
| | |                                            |                                               |                  |

## Calendario
Il 17 dicembre 2023 la FIFA ha annunciato che il torneo si sarebbe svolto dal 15 giugno al 13 luglio 2025. Prima del sorteggio sono stati comunicati solo il giorno e lo stadio della partita inaugurale, che vedrà protagonista l'Inter Miami, e quelli della finale, insieme allo stadio per le partite della fase a gironi dei Seattle Sounders. Il calendario completo con gli stadi e gli orari di tutte le partite è stato pubblicato il 7 dicembre 2024, due giorni dopo il sorteggio dei gironi. Il giorno di inizio della competizione è stato anticipato dal 15 al 14 giugno 2025. Il calendario è stato stilato tenendo conto di fattori che hanno messo al centro la competizione e i giocatori, i tifosi locali e quelli ospiti e la trasmissione globale dell'evento.

## Arbitri
Il 14 aprile 2025 la FIFA seleziona 117 ufficiali di gara provenienti da 41 Federazioni affiliate, tra cui 35 arbitri, 58 assistenti arbitrali e 24 con il ruolo di addetti al Video Assistant Referee.

## Formula
Nella fase a gironi, le 32 squadre sono divise in 8 gruppi da 4 squadre ciascuno, con le squadre che si affrontano tra di loro una sola volta. Le prime due squadre di ogni gruppo si qualificano alla fase ad eliminazione diretta, dove si affrontano in gara secca. Non è prevista la finale per il terzo posto.

## Spareggio
Originariamente il León era qualificato al torneo in quanto vincitore della CONCACAF Champions League 2023, ma il 21 marzo 2025 è stato escluso dalla FIFA per violazione delle regole sulla multiproprietà, poiché condivide con il Pachuca lo stesso proprietario. Il 6 maggio successivo il Tribunale Arbitrale dello Sport (TAS) ha respinto il ricorso di León, Pachuca e Alajuelense, che originariamente aveva portato il caso alla FIFA. La FIFA, quindi, ha confermato l'esclusione del León e ha disposto uno spareggio tra Los Angeles FC, finalista della CONCACAF Champions League 2023, e América, primo per ranking della confederazione CONCACAF alla conclusione della CONCACAF Champions Cup 2024.
| Arbitro: | Wilton Sampaio |

|                        |           |                      |
| Jesus 89’ Bouanga 115’ | Marcatori | 64’ (rig.) Rodríguez |

## Risultati

### Fase a gironi

#### Gruppo A

##### Classifica
| Pos. | Squadra     | Pt | G | V | N | P | GF | GS | DG |
| ---- | ----------- | -- | - | - | - | - | -- | -- | -- |
| 1.   | Palmeiras   | 5  | 3 | 1 | 2 | 0 | 4  | 2  | +2 |
| 2.   | Inter Miami | 5  | 3 | 1 | 2 | 0 | 4  | 3  | +1 |
| 3.   | Porto       | 2  | 3 | 0 | 2 | 1 | 5  | 6  | -1 |
| 4.   | Al-Ahly     | 2  | 3 | 0 | 2 | 1 | 4  | 6  | -2 |

##### Incontri
| Miami 14 giugno 2025, ore 20:00 UTC-4 Incontro 1 | Al-Ahly         | 0 – 0 referto | Inter Miami | Hard Rock Stadium (60 927 spett.)\| Arbitro: \| Alireza Faghani \| |
| Arbitro:                                         | Alireza Faghani |               |             |                                                                    |

| East Rutherford 15 giugno 2025, ore 18:00 UTC-4 Incontro 4 | Palmeiras     | 0 – 0 referto | Porto | MetLife Stadium (46 275 spett.)\| Arbitro: \| Said Martínez \| |
| Arbitro:                                                   | Said Martínez |               |       |                                                                |

| Arbitro: | Anthony Taylor |

|                               |           |  |
| Abou Ali 49’ (aut.) López 59’ | Marcatori |  |

| Arbitro: | Cristián Garay |

|                       |           |                    |
| Segovia 47’ Messi 54’ | Marcatori | 8’ (rig.) Aghehowa |

| Arbitro: | Szymon Marciniak |

|                        |           |                           |
| Allende 16’ Suárez 65’ | Marcatori | 80’ Paulinho 87’ Maurício |

| Arbitro: | Jesús Valenzuela |

|                                                  |           |                                                  |
| Mora 23’ William Gomes 50’ Aghehowa 53’ Pepê 89’ | Marcatori | 15’, 45+2’ (rig.), 51’ Abou Ali 64’ Ben Romdhane |

#### Gruppo B

##### Classifica
| Pos. | Squadra             | Pt | G | V | N | P | GF | GS | DG |
| ---- | ------------------- | -- | - | - | - | - | -- | -- | -- |
| 1.   | Paris Saint-Germain | 6  | 3 | 2 | 0 | 1 | 6  | 1  | +5 |
| 2.   | Botafogo            | 6  | 3 | 2 | 0 | 1 | 3  | 2  | +1 |
| 3.   | Atlético Madrid     | 6  | 3 | 2 | 0 | 1 | 4  | 5  | -1 |
| 4.   | Seattle Sounders    | 0  | 3 | 0 | 0 | 3 | 2  | 7  | -5 |

##### Incontri
| Arbitro: | István Kovács |

|                                                      |           |  |
| Fabián 19’ Vitinha 45+1’ Mayulu 87’ Lee 90+7’ (rig.) | Marcatori |  |

| Arbitro: | Glenn Nyberg |

|                         |           |               |
| Jair 28’ Igor Jesus 44’ | Marcatori | 75’ C. Roldan |

| Arbitro: | Yael Falcón Pérez |

|            |           |                             |
| Rusnák 50’ | Marcatori | 11’, 55’ Barrios 47’ Witsel |

| Arbitro: | Drew Fischer |

|  |           |                |
|  | Marcatori | 36’ Igor Jesus |

| Arbitro: | Cristián Garay |

|  |           |                               |
|  | Marcatori | 35’ K'varatskhelia 66’ Hakimi |

| Arbitro: | César Ramos |

|               |           |  |
| Griezmann 87’ | Marcatori |  |

#### Gruppo C

##### Classifica
| Pos. | Squadra       | Pt | G | V | N | P | GF | GS | DG  |
| ---- | ------------- | -- | - | - | - | - | -- | -- | --- |
| 1.   | Benfica       | 7  | 3 | 2 | 1 | 0 | 9  | 2  | +7  |
| 2.   | Bayern Monaco | 6  | 3 | 2 | 0 | 1 | 12 | 2  | +10 |
| 3.   | Boca Juniors  | 2  | 3 | 0 | 2 | 1 | 4  | 5  | -1  |
| 4.   | Auckland City | 1  | 3 | 0 | 1 | 2 | 1  | 17 | -16 |

##### Incontri
| Arbitro: | Issa Sy |

|                                                                                      |           |  |
| Coman 6’, 21’ Boey 18’ Olise 20’, 45+3’ Müller 45’, 89’ Musiala 67’, 73’ (rig.), 84’ | Marcatori |  |

| Arbitro: | César Ramos |

|                                   |           |                                    |
| Otamendi 21’ (aut.) Battaglia 27’ | Marcatori | 45+3’ (rig.) Di María 84’ Otamendi |

| Arbitro: | Salman Falahi |

|                                                                                |           |  |
| Di María 45+8’ (rig.), 90+8’ (rig.) Paulidīs 53’ Sanches 63’ Barreiro 76’, 78’ | Marcatori |  |

| Arbitro: | Alireza Faghani |

|                    |           |               |
| Kane 18’ Olise 84’ | Marcatori | 66’ Merentiel |

| Arbitro: | Glenn Nyberg |

|          |           |                   |
| Gray 52’ | Marcatori | 26’ (aut.) Garrow |

| Arbitro: | François Letexier |

|                 |           |  |
| Schjelderup 13’ | Marcatori |  |

#### Gruppo D

##### Classifica
| Pos. | Squadra        | Pt | G | V | N | P | GF | GS | DG |
| ---- | -------------- | -- | - | - | - | - | -- | -- | -- |
| 1.   | Flamengo       | 7  | 3 | 2 | 1 | 0 | 6  | 2  | +4 |
| 2.   | Chelsea        | 6  | 3 | 2 | 0 | 1 | 6  | 3  | +3 |
| 3.   | Espérance      | 3  | 3 | 1 | 0 | 2 | 1  | 5  | -4 |
| 4.   | Los Angeles FC | 1  | 3 | 0 | 1 | 2 | 1  | 4  | -3 |

##### Incontri
| Arbitro: | Jesús Valenzuela |

|                        |           |  |
| Neto 34’ Fernández 79’ | Marcatori |  |

| Arbitro: | Danny Makkelie |

|                              |           |  |
| De Arrascaeta 17’ Araújo 70’ | Marcatori |  |

| Arbitro: | Iván Barton |

|                                               |           |          |
| Bruno Henrique 62’ Danilo 65’ Wallace Yan 83’ | Marcatori | 13’ Neto |

| Arbitro: | Espen Eskås |

|  |           |             |
|  | Marcatori | 70’ Belaïli |

| Arbitro: | Salman Falahi |

|             |           |                 |
| Bouanga 84’ | Marcatori | 86’ Wallace Yan |

| Arbitro: | Yael Falcón Pérez |

|  |           |                                           |
|  | Marcatori | 45+3’ Adarabioyo 45+5’ Delap 90+7’ George |

#### Gruppo E

##### Classifica
| Pos. | Squadra     | Pt | G | V | N | P | GF | GS | DG |
| ---- | ----------- | -- | - | - | - | - | -- | -- | -- |
| 1.   | Inter       | 7  | 3 | 2 | 1 | 0 | 5  | 2  | +3 |
| 2.   | Monterrey   | 5  | 3 | 1 | 2 | 0 | 5  | 1  | +4 |
| 3.   | River Plate | 4  | 3 | 1 | 1 | 1 | 3  | 3  | 0  |
| 4.   | Urawa Reds  | 0  | 3 | 0 | 0 | 3 | 2  | 9  | -7 |

##### Incontri
| Arbitro: | Felix Zwayer |

|                                  |           |                   |
| Colidio 12’ Driussi 48’ Meza 73’ | Marcatori | 58’ (rig.) Matsuo |

| Arbitro: | Wilton Sampaio |

|           |           |                 |
| Ramos 25’ | Marcatori | 42’ L. Martínez |

| Arbitro: | Dahane Beida |

|                               |           |              |
| L. Martínez 78’ Carboni 90+2’ | Marcatori | 11’ Watanabe |

| Los Angeles 21 giugno 2025, ore 18:00 UTC-7 Incontro 28 | River Plate   | 0 – 0 referto | Monterrey | Rose Bowl (57 393 spett.)\| Arbitro: \| Slavko Vinčić \| |
| Arbitro:                                                | Slavko Vinčić |               |           |                                                          |

| Arbitro: | Ilgiz Tantashev |

|                               |           |  |
| F. Esposito 72’ Bastoni 90+3’ | Marcatori |  |

| Arbitro: | Felix Zwayer |

|  |           |                                            |
|  | Marcatori | 30’ Deossa 34’, 90+7’ Berterame 39’ Corona |

#### Gruppo F

##### Classifica
| Pos. | Squadra           | Pt | G | V | N | P | GF | GS | DG |
| ---- | ----------------- | -- | - | - | - | - | -- | -- | -- |
| 1.   | Borussia Dortmund | 7  | 3 | 2 | 1 | 0 | 5  | 3  | +2 |
| 2.   | Fluminense        | 5  | 3 | 1 | 2 | 0 | 4  | 2  | +2 |
| 3.   | M. Sundowns       | 4  | 3 | 1 | 1 | 1 | 4  | 4  | 0  |
| 4.   | Ulsan HD          | 0  | 3 | 0 | 0 | 3 | 2  | 6  | -4 |

##### Incontri
| East Rutherford 17 giugno 2025, ore 12:00 UTC-4 Incontro 9 | Fluminense      | 0 – 0 referto | Borussia Dortmund | MetLife Stadium (34 736 spett.)\| Arbitro: \| Ilgiz Tantashev \| |
| Arbitro:                                                   | Ilgiz Tantashev |               |                   |                                                                  |

| Arbitro: | Clément Turpin |

|  |           |             |
|  | Marcatori | 36’ Rayners |

| Arbitro: | Juan Gabriel Benítez |

|                                     |           |                                                         |
| Ribeiro 11’ Rayners 62’ Mothiba 90’ | Marcatori | 16’ Nmecha 34’ Guirassy 45’ Bellingham 59’ (aut.) Mudau |

| Arbitro: | Michael Oliver |

|                                             |           |                  |
| Arias 27’ Nonato 66’ Freytes 83’ Keno 90+2’ | Marcatori | 37’ Lee 45+3’ Um |

| Arbitro: | Tori Penso |

|              |           |  |
| Svensson 36’ | Marcatori |  |

| Miami 25 giugno 2025, ore 15:00 UTC-4 Incontro 42 | M. Sundowns    | 0 – 0 referto | Fluminense | Hard Rock Stadium (14 312 spett.)\| Arbitro: \| Anthony Taylor \| |
| Arbitro:                                          | Anthony Taylor |               |            |                                                                   |

#### Gruppo G

##### Classifica
| Pos. | Squadra          | Pt | G | V | N | P | GF | GS | DG  |
| ---- | ---------------- | -- | - | - | - | - | -- | -- | --- |
| 1.   | Manchester City  | 9  | 3 | 3 | 0 | 0 | 13 | 2  | +11 |
| 2.   | Juventus         | 6  | 3 | 2 | 0 | 1 | 11 | 6  | +5  |
| 3.   | Al-Ain           | 3  | 3 | 1 | 0 | 2 | 2  | 12 | -10 |
| 4.   | Wydad Casablanca | 0  | 3 | 0 | 0 | 3 | 2  | 8  | -6  |

##### Incontri
| Arbitro: | Ramon Abatti |

|                   |           |  |
| Foden 2’ Doku 42’ | Marcatori |  |

| Arbitro: | Tori Penso |

|  |           |                                                     |
|  | Marcatori | 11’, 45+4’ Kolo Muani 21’, 58’ Conceição 31’ Yıldız |

| Arbitro: | Said Martínez |

|                                                          |           |           |
| Boutouil 6’ (aut.) Yıldız 16’, 69’ Vlahović 90+4’ (rig.) | Marcatori | 25’ Lorch |

| Arbitro: | Mustapha Ghorbal |

|                                                                         |           |  |
| Gündoğan 8’, 73’ Echeverri 27’ Haaland 45+5’ (rig.) Bobb 84’ Cherki 89’ | Marcatori |  |

| Arbitro: | Clément Turpin |

|                              |           |                                                             |
| Koopmeiners 11’ Vlahović 84’ | Marcatori | 9’ Doku 26’ (aut.) Kalulu 52’ Haaland 69’ Foden 75’ Savinho |

| Arbitro: | Drew Fischer |

|            |           |                            |
| Mailula 4’ | Marcatori | 45+1’ (rig.) Laba 50’ Kaku |

#### Gruppo H

##### Classifica
| Pos. | Squadra     | Pt | G | V | N | P | GF | GS | DG |
| ---- | ----------- | -- | - | - | - | - | -- | -- | -- |
| 1.   | Real Madrid | 7  | 3 | 2 | 1 | 0 | 7  | 2  | +5 |
| 2.   | Al-Hilal    | 5  | 3 | 1 | 2 | 0 | 3  | 1  | +2 |
| 3.   | Salisburgo  | 4  | 3 | 1 | 1 | 1 | 2  | 4  | -2 |
| 4.   | Pachuca     | 0  | 3 | 0 | 0 | 3 | 2  | 7  | -5 |

##### Incontri
| Arbitro: | Facundo Tello |

|               |           |                  |
| G. García 34’ | Marcatori | 41’ (rig.) Neves |

| Arbitro: | Mustapha Ghorbal |

|              |           |                        |
| González 56’ | Marcatori | 42’ Gloukh 76’ Onisiwo |

| Arbitro: | Ramon Abatti |

|                                       |           |             |
| Bellingham 35’ Güler 43’ Valverde 70’ | Marcatori | 80’ Montiel |

| Washington 22 giugno 2025, ore 18:00 UTC-4 Incontro 31 | Salisburgo     | 0 – 0 referto | Al-Hilal | Audi Field (16 167 spett.)\| Arbitro: \| Wilton Sampaio \| |
| Arbitro:                                               | Wilton Sampaio |               |          |                                                            |

| Arbitro: | Danny Makkelie |

|                                         |           |  |
| S. Al-Dawsari 22’ Marcos Leonardo 90+5’ | Marcatori |  |

| Arbitro: | Dahane Beida |

|  |           |                                           |
|  | Marcatori | 40’ Vinícius 45+3’ Valverde 84’ G. García |

### Fase a eliminazione diretta

#### Tabellone
|  | Ottavi di finale | Ottavi di finale    | Ottavi di finale    |                     |                     | Quarti di finale    | Quarti di finale | Quarti di finale |  |  | Semifinali | Semifinali | Semifinali |  |  | Finale | Finale | Finale |  |
|  |                  |                     |                     |                     |                     |                     |                  |                  |  |  |            |            |            |  |  |        |        |        |  |
|  | 1E               | Inter               | 0                   |                     |                     |                     |                  |                  |  |  |            |            |            |  |  |        |        |        |  |
|  | 1E               | Inter               | 0                   |                     |                     |                     |                  |                  |  |  |            |            |            |  |  |        |        |        |  |
|  | 2F               | Fluminense          | 2                   |                     |                     |                     |                  |                  |  |  |            |            |            |  |  |        |        |        |  |
|  | 2F               | Fluminense          | 2                   |                     | Fluminense          | Fluminense          | 2                |                  |  |  |            |            |            |  |  |        |        |        |  |
|  |                  |                     |                     |                     | Fluminense          | Fluminense          | 2                |                  |  |  |            |            |            |  |  |        |        |        |  |
|  |                  |                     | Al-Hilal            | Al-Hilal            | 1                   |                     |                  |                  |  |  |            |            |            |  |  |        |        |        |  |
|  | 1G               | Manchester City     | Al-Hilal            | Al-Hilal            | 1                   | 3                   |                  |                  |  |  |            |            |            |  |  |        |        |        |  |
|  | 1G               | Manchester City     |                     |                     |                     |                     |                  |                  |  |  |            |            |            |  |  |        |        |        |  |
|  | 2H               | Al-Hilal (dts)      | 4                   |                     |                     |                     |                  |                  |  |  |            |            |            |  |  |        |        |        |  |
|  | 2H               | Al-Hilal (dts)      | 4                   |                     | Fluminense          | Fluminense          | 0                |                  |  |  |            |            |            |  |  |        |        |        |  |
|  |                  |                     |                     |                     |                     |                     |                  |                  |  |  |            |            |            |  |  |        |        |        |  |
|  |                  |                     | Chelsea             | Chelsea             | 2                   |                     |                  |                  |  |  |            |            |            |  |  |        |        |        |  |
|  | 1A               | Palmeiras (dts)     | Chelsea             | Chelsea             | 2                   | 1                   |                  |                  |  |  |            |            |            |  |  |        |        |        |  |
|  | 1A               | Palmeiras (dts)     |                     |                     |                     |                     |                  |                  |  |  |            |            |            |  |  |        |        |        |  |
|  | 2B               | Botafogo            | 0                   |                     |                     |                     |                  |                  |  |  |            |            |            |  |  |        |        |        |  |
|  | 2B               | Botafogo            | 0                   |                     | Palmeiras           | Palmeiras           | 1                |                  |  |  |            |            |            |  |  |        |        |        |  |
|  |                  |                     |                     |                     | Palmeiras           | Palmeiras           | 1                |                  |  |  |            |            |            |  |  |        |        |        |  |
|  |                  |                     | Chelsea             | Chelsea             | 2                   |                     |                  |                  |  |  |            |            |            |  |  |        |        |        |  |
|  | 1C               | Benfica             | Chelsea             | Chelsea             | 2                   | 1                   |                  |                  |  |  |            |            |            |  |  |        |        |        |  |
|  | 1C               | Benfica             |                     |                     |                     |                     |                  |                  |  |  |            |            |            |  |  |        |        |        |  |
|  | 2D               | Chelsea (dts)       | 4                   |                     |                     |                     |                  |                  |  |  |            |            |            |  |  |        |        |        |  |
|  | 2D               | Chelsea (dts)       | 4                   |                     | Chelsea             | Chelsea             | 3                |                  |  |  |            |            |            |  |  |        |        |        |  |
|  |                  |                     |                     |                     |                     |                     |                  |                  |  |  |            |            |            |  |  |        |        |        |  |
|  |                  |                     | Paris Saint-Germain | Paris Saint-Germain | 0                   |                     |                  |                  |  |  |            |            |            |  |  |        |        |        |  |
|  | 1B               | Paris Saint-Germain | Paris Saint-Germain | Paris Saint-Germain | 0                   | 4                   |                  |                  |  |  |            |            |            |  |  |        |        |        |  |
|  | 1B               | Paris Saint-Germain |                     |                     |                     |                     |                  |                  |  |  |            |            |            |  |  |        |        |        |  |
|  | 2A               | Inter Miami         | 0                   |                     |                     |                     |                  |                  |  |  |            |            |            |  |  |        |        |        |  |
|  | 2A               | Inter Miami         | 0                   |                     | Paris Saint-Germain | Paris Saint-Germain | 2                |                  |  |  |            |            |            |  |  |        |        |        |  |
|  |                  |                     |                     |                     | Paris Saint-Germain | Paris Saint-Germain | 2                |                  |  |  |            |            |            |  |  |        |        |        |  |
|  |                  |                     | Bayern Monaco       | Bayern Monaco       | 0                   |                     |                  |                  |  |  |            |            |            |  |  |        |        |        |  |
|  | 1D               | Flamengo            | Bayern Monaco       | Bayern Monaco       | 0                   | 2                   |                  |                  |  |  |            |            |            |  |  |        |        |        |  |
|  | 1D               | Flamengo            |                     |                     |                     |                     |                  |                  |  |  |            |            |            |  |  |        |        |        |  |
|  | 2C               | Bayern Monaco       | 4                   |                     |                     |                     |                  |                  |  |  |            |            |            |  |  |        |        |        |  |
|  | 2C               | Bayern Monaco       | 4                   |                     | Paris Saint-Germain | Paris Saint-Germain | 4                |                  |  |  |            |            |            |  |  |        |        |        |  |
|  |                  |                     |                     |                     |                     |                     |                  |                  |  |  |            |            |            |  |  |        |        |        |  |
|  |                  |                     | Real Madrid         | Real Madrid         | 0                   |                     |                  |                  |  |  |            |            |            |  |  |        |        |        |  |
|  | 1H               | Real Madrid         | Real Madrid         | Real Madrid         | 0                   | 1                   |                  |                  |  |  |            |            |            |  |  |        |        |        |  |
|  | 1H               | Real Madrid         |                     |                     |                     |                     |                  |                  |  |  |            |            |            |  |  |        |        |        |  |
|  | 2G               | Juventus            | 0                   |                     |                     |                     |                  |                  |  |  |            |            |            |  |  |        |        |        |  |
|  | 2G               | Juventus            | 0                   |                     | Real Madrid         | Real Madrid         | 3                |                  |  |  |            |            |            |  |  |        |        |        |  |
|  |                  |                     |                     |                     | Real Madrid         | Real Madrid         | 3                |                  |  |  |            |            |            |  |  |        |        |        |  |
|  |                  |                     | Borussia Dortmund   | Borussia Dortmund   | 2                   |                     |                  |                  |  |  |            |            |            |  |  |        |        |        |  |
|  | 1F               | Borussia Dortmund   | Borussia Dortmund   | Borussia Dortmund   | 2                   | 2                   |                  |                  |  |  |            |            |            |  |  |        |        |        |  |
|  | 1F               | Borussia Dortmund   |                     |                     |                     |                     |                  |                  |  |  |            |            |            |  |  |        |        |        |  |
|  | 2E               | Monterrey           | 1                   |                     |                     |                     |                  |                  |  |  |            |            |            |  |  |        |        |        |  |

#### Ottavi di finale
| Arbitro: | François Letexier |

|               |           |  |
| Paulinho 100’ | Marcatori |  |

| Arbitro: | Slavko Vinčić |

|                       |           |                                                    |
| Di María 90+5’ (rig.) | Marcatori | 64’ James 108’ Nkunku 114’ Neto 117’ Dewsbury-Hall |

| Arbitro: | Wilton Sampaio |

|                                              |           |  |
| Neves 6’, 39’ Avilés 44’ (aut.) Hakimi 45+3’ | Marcatori |  |

| Arbitro: | Michael Oliver |

|                                |           |                                            |
| Gerson 33’ Jorginho 54’ (rig.) | Marcatori | 6’ (aut.) Pulgar 9’, 73’ Kane 41’ Goretzka |

| Arbitro: | Iván Barton |

|  |           |                        |
|  | Marcatori | 3’ Cano 90+3’ Hércules |

| Arbitro: | Jesús Valenzuela |

|                                          |           |                                                    |
| Bernardo Silva 9’ Haaland 55’ Foden 104’ | Marcatori | 46’, 112’ Marcos Leonardo 52’ Malcom 94’ Koulibaly |

| Arbitro: | Szymon Marciniak |

|               |           |  |
| G. García 54’ | Marcatori |  |

| Arbitro: | Facundo Tello |

|                   |           |               |
| Guirassy 14’, 24’ | Marcatori | 48’ Berterame |

#### Quarti di finale
| Arbitro: | Danny Makkelie |

|                             |           |                     |
| Martinelli 40’ Hércules 70’ | Marcatori | 51’ Marcos Leonardo |

| Arbitro: | Alireza Faghani |

|             |           |                                |
| Estêvão 53’ | Marcatori | 16’ Palmer 83’ (aut.) Weverton |

| Arbitro: | Anthony Taylor |

|                        |           |  |
| Doué 78’ Dembélé 90+6’ | Marcatori |  |

| Arbitro: | Ramon Abatti |

|                                          |           |                                   |
| G. Garcìa 10’ F. Garcìa 20’ Mbappé 90+4’ | Marcatori | 90+3’ Beier 90+8’ (rig.) Guirassy |

#### Semifinali
| Arbitro: | François Letexier |

|  |           |                     |
|  | Marcatori | 18’, 56’ João Pedro |

| Arbitro: | Szymon Marciniak |

|                                     |           |  |
| Fabián 6’, 24’ Dembélé 9’ Ramos 87’ | Marcatori |  |

#### Finale
| Arbitro: | Alireza Faghani |

|                                |           |  |
| Palmer 22’, 30’ João Pedro 43’ | Marcatori |  |

## Statistiche

### Classifica marcatori
| Gol | Rigori |  | Giocatore        | Squadra             |
| --- | ------ |  | ---------------- | ------------------- |
| 4   | 4      |  | Ángel Di María   | Benfica             |
| 4   |        |  | Gonzalo García   | Real Madrid         |
| 4   | 1      |  | Serhou Guirassy  | Borussia Dortmund   |
| 4   |        |  | Marcos Leonardo  | Al-Hilal            |
| 3   |        |  | Wessam Abou Ali  | Al-Ahly             |
| 3   |        |  | Germán Berterame | Monterrey           |
| 3   |        |  | Phil Foden       | Manchester City     |
| 3   | 1      |  | Erling Haaland   | Manchester City     |
| 3   |        |  | Harry Kane       | Bayern Monaco       |
| 3   | 1      |  | Jamal Musiala    | Bayern Monaco       |
| 3   |        |  | Pedro Neto       | Chelsea             |
| 3   |        |  | Michael Olise    | Bayern Monaco       |
| 3   |        |  | Cole Palmer      | Chelsea             |
| 3   |        |  | João Pedro       | Chelsea             |
| 3   |        |  | Fabián Ruiz      | Paris Saint-Germain |
| 3   |        |  | Kenan Yıldız     | Juventus            |

Autoreti
| Gol |  |  | Giocatore             | Squadra                              |
| --- |  |  | --------------------- | ------------------------------------ |
| 1   |  |  | Wessam Abou Ali       | Al-Ahly, pro Palmeiras               |
| 1   |  |  | Tomás Avilés          | Inter Miami, pro Paris Saint-Germain |
| 1   |  |  | Abdelmounaim Boutouil | Wydad Casablanca, pro Juventus       |
| 1   |  |  | Nathan Garrow         | Auckland City, pro Boca Juniors      |
| 1   |  |  | Pierre Kalulu         | Juventus, pro Manchester City        |
| 1   |  |  | Khuliso Mudau         | M. Sundowns, pro Borussia Dortmund   |
| 1   |  |  | Nicolás Otamendi      | Benfica, pro Boca Juniors            |
| 1   |  |  | Erick Pulgar          | Flamengo, pro Bayern Monaco          |
| 1   |  |  | Weverton              | Palmeiras, pro Chelsea               |